# 王家沟水库
王家沟水库，又称硒山湖，是位于中国四川省宜宾市筠连县丰乐乡龙塘村的一座中型水库，属于四川省"再造一个都江堰灌区"重点骨干水利工程。该水库于2010年8月开工建设，2020年6月通过蓄水验收并投入运行，总投资5.2亿元。

## 工程概况
王家沟水库位于南广河一级支流巡司河上游，坝址距筠连县城35公里。水库控制集雨面积23.7平方公里，设计灌溉面积12.58万亩，涉及筠连县筠连镇、腾达镇、巡司镇等多个乡镇。该工程是一座以灌溉为主，兼顾乡镇生活及工业供水、灌区农村人畜供水的综合性水利工程。

## 建设历程
- 2009年9月：四川省政府发布通知，划定王家沟水库建设征地范围，禁止新增建设项目和迁入人口[4]。
- 2010年8月：王家沟水库正式开工建设[1]。
- 2017年4月：累计完成投资5.24亿元[3]。
- 2020年6月：通过水利厅下闸蓄水验收[2]。
- 2023年5月：王家沟水库至寒婆岭7.4公里道路黑化工程完工，总投资1100万元[5]。

## 功能效益
王家沟水库建成后发挥了多重效益：
- 灌溉功能：解决12.58万亩农田的灌溉问题，其中新增灌溉面积8.04万亩，改善灌溉面积4.16万亩[1]。
- 供水功能：为白荆坝现代农业园区及沿线村庄提供用水保障，解决13200人的人饮问题[6]。
- 生态效益：改善库区生态环境，成为候鸟栖息地[2]。
- 旅游潜力：随着周边基础设施改善，如道路黑化工程完成，为发展旅游业奠定了基础[7]。

## 管理与维护
水库由筠连县三川水务投资有限责任公司负责运营管理。公司专门招聘了四名水库大坝管理人员，对库区进行24小时值班巡查。日常管理包括库区巡视、劝退钓鱼群众等，确保水库运行安全规范。